# Estados Unidos en los Juegos Olímpicos de Seúl 1988
Estados Unidos estuvo representado en los Juegos Olímpicos de Seúl 1988 por un total de 527 deportistas, 332 hombres y 195 mujeres, que compitieron en 27 deportes.
La portadora de la bandera en la ceremonia de apertura fue la atleta Evelyn Ashford.

## Medallistas
El equipo olímpico estadounidense obtuvo las siguientes medallas:
| Nombre | Deporte               | Competición                |
| --- | --------------------- | -------------------------- |
| Oro |                       |                            |
| Florence Griffith Joyner                                                                                               | Atletismo             | 100 m F                    |
| Florence Griffith Joyner                                                                                               | Atletismo             | 200 m F                    |
| Alice Brown Sheila Echols Florence Griffith Joyner Evelyn Ashford Dannette Young                                       | Atletismo             | 4 × 100 m F                |
| Jackie Joyner-Kersee                                                                                                   | Atletismo             | Salto de longitud F        |
| Louise Ritter | Atletismo             | Salto de altura F          |
| Jackie Joyner-Kersee                                                                                                   | Atletismo             | Heptatlón F                |
| Carl Lewis | Atletismo             | 100 m M                    |
| Joe DeLoach | Atletismo             | 200 m M                    |
| Steve Lewis | Atletismo             | 400 m M                    |
| Roger Kingdom | Atletismo             | 110 m vallas M             |
| Andre Phillips | Atletismo             | 400 m vallas M             |
| Danny Everett Steve Lewis Kevin Robinzine Butch Reynolds Antonio McKay Andrew Valmon                                   | Atletismo             | 4 × 400 m M                |
| Carl Lewis | Atletismo             | Salto de longitud M        |
| Equipo | Baloncesto            | Torneo F                   |
| Kennedy McKinney | Boxeo                 | 54 kg M                    |
| Andrew Maynard | Boxeo                 | 81 kg M                    |
| Ray Mercer | Boxeo                 | 91 kg M                    |
| John Smith | Lucha libre           | 62 kg M                    |
| Kenneth Monday | Lucha libre           | 74 kg M                    |
| Janet Evans | Natación              | 400 m libre F              |
| Janet Evans | Natación              | 800 m libre F              |
| Janet Evans | Natación              | 400 m estilos F            |
| Matt Biondi | Natación              | 50 m libre M               |
| Matt Biondi | Natación              | 100 m libre M              |
| Christopher Jacobs Troy Dalbey Tom Jager Matt Biondi Doug Gjertsen Brent Lang Shaun Jordan                             | Natación              | 4 × 100 m libre M          |
| Troy Dalbey Matt Cetlinski Doug Gjertsen Matt Biondi Craig Oppel Daniel Jorgensen                                      | Natación              | 4 × 200 m libre M          |
| David Berkoff Richard Schroeder Matt Biondi Christopher Jacobs Jay Mortenson Tom Jager                                 | Natación              | 4 × 100 m estilos M        |
| Greg Barton | Piragüismo            | K1 1000 m M                |
| Greg Barton Norman Bellingham                                                                                          | Piragüismo            | K2 1000 m M                |
| Greg Louganis | Saltos                | Trampolín 3 m M            |
| Greg Louganis | Saltos                | Plataforma 10 m M          |
| Ken Flach Robert Seguso                                                                                                | Tenis                 | Dobles F                   |
| Pam Shriver Zina Garrison                                                                                              | Tenis                 | Dobles M                   |
| Jay Barrs | Tiro con arco         | Individual M               |
| Allison Jolly Lynne Jewell                                                                                             | Vela                  | 470 F                      |
| Equipo | Voleibol              | Torneo M                   |
| Plata |                       |                            |
| Evelyn Ashford | Atletismo             | 100 m F                    |
| Denean Howard Diane Dixon Valerie Brisco-Hooks Florence Griffith Joyner Sherri Howard Lillie Leatherwood               | Atletismo             | 4 × 400 m F                |
| Carl Lewis | Atletismo             | 200 m M                    |
| Butch Reynolds | Atletismo             | 400 m M                    |
| Mike Powell | Atletismo             | Salto de longitud M        |
| Hollis Conway | Atletismo             | Salto de altura M          |
| Randy Barnes | Atletismo             | Peso M                     |
| Michael Carbajal | Boxeo                 | 48 kg M                    |
| Roy Jones, Jr. | Boxeo                 | 71 kg M                    |
| Riddick Bowe | Boxeo                 | 91 kg M                    |
| Greg Best (Gem Twist)                                                                                                  | Hípica                | Saltos ind.                |
| Greg Best (Gem Twist) Lisa Ann Jacquin (For the Moment) Anne Kursinski (Starman) Joseph Fargis (Mill Pearl)            | Hípica                | Saltos por eqs.            |
| Bruce Baumgartner | Lucha libre           | 130 kg M                   |
| Beth Barr Tracey McFarlane Janel Jorgensen Mary Wayte Betsy Mitchell Mary T. Meagher Dara Torres                       | Natación              | 4 × 100 m estilos F        |
| Tom Jager | Natación              | 50 m libre M               |
| Christopher Jacobs | Natación              | 100 m libre M              |
| David Berkoff | Natación              | 100 m espalda M            |
| Matt Biondi | Natación              | 100 m mariposa M           |
| David Wharton | Natación              | 400 m estilos M            |
| Tracie Ruiz | Natación sincronizada | Solo M                     |
| Karen Josephson Sarah Josephson                                                                                        | Natación sincronizada | Dúo M                      |
| Anne Marden | Remo                  | Scull ind. (W1x) F         |
| Raoul Rodriguez Thomas Bohrer Richard Kennelly David Krmpotich                                                         | Remo                  | Cuatro sin timonel (M4-) M |
| Michele Mitchell | Saltos                | Plataforma 10 m F          |
| Tim Mayotte | Tenis                 | Individual M               |
| Erich Buljung | Tiro                  | Pistola de aire 10 m M     |
| Jay Barrs Richard McKinney Darrell Pace                                                                                | Tiro con arco         | Equipo M                   |
| Mark Reynolds Harold Haenel                                                                                            | Vela                  | Star M                     |
| John Kostecki William Baylis Robert Billingham                                                                         | Vela                  | Soling M                   |
| Equipo | Waterpolo             | Torneo M                   |
| Kevin Asano | Judo                  | –60 kg M                   |
| Bronce |                       |                            |
| Kim Gallagher | Atletismo             | 800 m F                    |
| Calvin Smith | Atletismo             | 100 m M                    |
| Danny Everett | Atletismo             | 400 m M                    |
| Tonie Campbell | Atletismo             | 110 m vallas M             |
| Edwin Moses | Atletismo             | 400 m vallas M             |
| Larry Myricks | Atletismo             | Salto de longitud M        |
| Equipo | Baloncesto            | Torneo M                   |
| Romallis Ellis | Boxeo                 | 60 kg M                    |
| Kenneth Gould | Boxeo                 | 67 kg M                    |
| Connie Paraskevin-Young                                                                                                | Ciclismo en pista     | Velocidad ind. F           |
| Phoebe Mills | Gimnasia              | Barra de equilibrio F      |
| Dennis Koslowski | Lucha grecorromana    | 100 kg M                   |
| Nate Carr | Lucha libre           | 68 kg M                    |
| William Scherr | Lucha libre           | 100 kg M                   |
| Jill Sterkel | Natación              | 50 m libre F               |
| Mary T. Meagher | Natación              | 200 m mariposa F           |
| Mary Wayte Mitzi Kremer Laura Walker Dara Torres Paige Zemina Jill Sterkel                                             | Natación              | 4 × 100 m libre F          |
| Matt Biondi | Natación              | 200 m libre M              |
| Mike Teti Jonathan Smith Ted Patton Jack Rusher Peter Nordell Jeffrey McLaughlin Doug Burden John Pescatore Seth Bauer | Remo                  | Ocho con timonel (M8+) M   |
| Kelly McCormick | Saltos                | Trampolín 3 m F            |
| Wendy Williams | Saltos                | Plataforma 10 m F          |
| Brad Gilbert | Tenis                 | Individual F               |
| Zina Garrison | Tenis                 | Individual M               |
| Deborah Ochs Denise Parker Melanie Skillman                                                                            | Tiro con arco         | Equipo F                   |
| Mike Gebhardt | Vela                  | Division II M              |
| John Shadden Charles McKee                                                                                             | Vela                  | 470 M                      |
| Mike Swain | Judo                  | –71 kg M                   |